# Forteresse de Svrljig près de Niševac
La forteresse de Svrljig près de Niševac (en serbe cyrillique : Сврљишки град код Нишевца ; en serbe latin : Svrljiški grad kod Niševca) est située sur le territoire du village de Varoš près de Niševac, dans la municipalité de Svrljig et dans le district de Nišava, en Serbie. Elle est inscrite sur la liste des monuments culturels protégés de la République de Serbie (identifiant no SK 698),,.